# براد تشارتراند
براد تشارتراند هو لاعب هوكي جليد كندي، ولد في 14 ديسمبر 1974 في وينيبيغ في كندا.

## وصلات خارجية
- براد تشارتراند على موقع دوري الهوكي الوطني (الإنجليزية)
- براد تشارتراند على موقع EliteProspects.com (الإنجليزية)
- براد تشارتراند على موقع HockeyDB.com (الإنجليزية)
- براد تشارتراند على موقع Hockey-Reference.com (الإنجليزية)